# غلوريا كيويستا
غلوريا كيويستا (بالإسبانية: Gloria Cuesta)‏ هي طيارة إسبانية، ولدت في 1911 في La Felguera ‏ في إسبانيا، وتوفيت في 1987 في مدريد في إسبانيا.